# Volcà del Croscat
El Croscat és un antic volcà situat entre els municipis de Santa Pau i Olot (Garrotxa). És el volcà de major altitud de la regió volcànica de la comarca d'Olot (789 msnm), i el con abasta 800 m de diàmetre a la base. Amb 160 m d'alçada (prominència), és el més gros de la península Ibèrica. Forma part del Parc Natural de la Zona Volcànica de la Garrotxa. Té forma de ferradura i és un volcà de la categoria estrombolià. És de tots els volcans estudiats, el de formació més recent.
El cràter s'aboca, obert i escapçat, al vessant oest (Clot Segolla), mentre que al vessant nord-est hi ha la gredera (Grederes del Croscat). Al cim hi ha les restes d'una antiga torre de defensa (Torre del Croscat). Fou explotat durant 25 anys com a pedrera de greda, d'aquí el seu estat actual.
Segons Coromines, el nom provindria, probablement, de ‘cruscat; corruscat' que significa irat o llampeguejant, ‘muntanya llampeguejant; que atrau sovint les centelles'.

## Geologia
El vulcanisme a la zona està relacionat amb la col·lisió entre les plaques africana i euroasiàtica. A la zona d'Olot, el magmatisme és de caràcter basàltic alcalí, i està associat a la darrera etapa distensiva que es produeix a l'àmbit mediterrani.
El vulcanisme de la Zona Volcànica de la Garrotxa està relacionat amb el vulcanisme neògeno-quaternari de les comarques de Girona. Les manifestacions eruptives que es van produir a la Garrotxa i en general a tot Catalunya durant el Neogen (Cenozoic) no són un fet esporàdic, sinó que el seu origen s'emmarca en un context geodinàmic de rifting més ampli que afectà gran part de l'Europa occidental.
Associat a l'extensió neògeno-quaternària, es desenvolupà un magmatisme de tipus bàsic que ha generat tres tipus d'activitats eruptives: l'estromboliana, la freatomagmàtica i l'efusiva.
- L'estromboliana, d'explosivitat baixa, genera bàsicament lapil·lis i blocs i forma edificis volcànics del tipus de con d'escòries.

- La freatomagmàtica es genera quan l'aigua interacciona amb el magma i es produeix una activitat més explosiva generant sobretot cendres i edificis de tipus Maar i Anell de Tobes. Hi predomina el lapil·li, indicador de l'explosivitat i construcció del con. Inicialment, els piroclasts es van assentar formant capes gairebé horitzontals, però a mesura que el con creixia van anar adquirint pendent.

- L'activitat efusiva no té explosivitat i produeix colades de lava que flueixen pendent avall seguint les valls fluvials.[6] Consisteix en l'emissió de la colada de lava causant de la forma de ferradura del cràter, que es va escolar en direcció oest passant per l'actual fageda d'en Jordà.

El volcà del Croscat va tenir dues erupcions importants: una fa 17.000 anys i l'altra fa 14.000 anys. Tot i que la primera fou més important i la lava de la primera erupció es va estendre fins a uns 20-40 km².

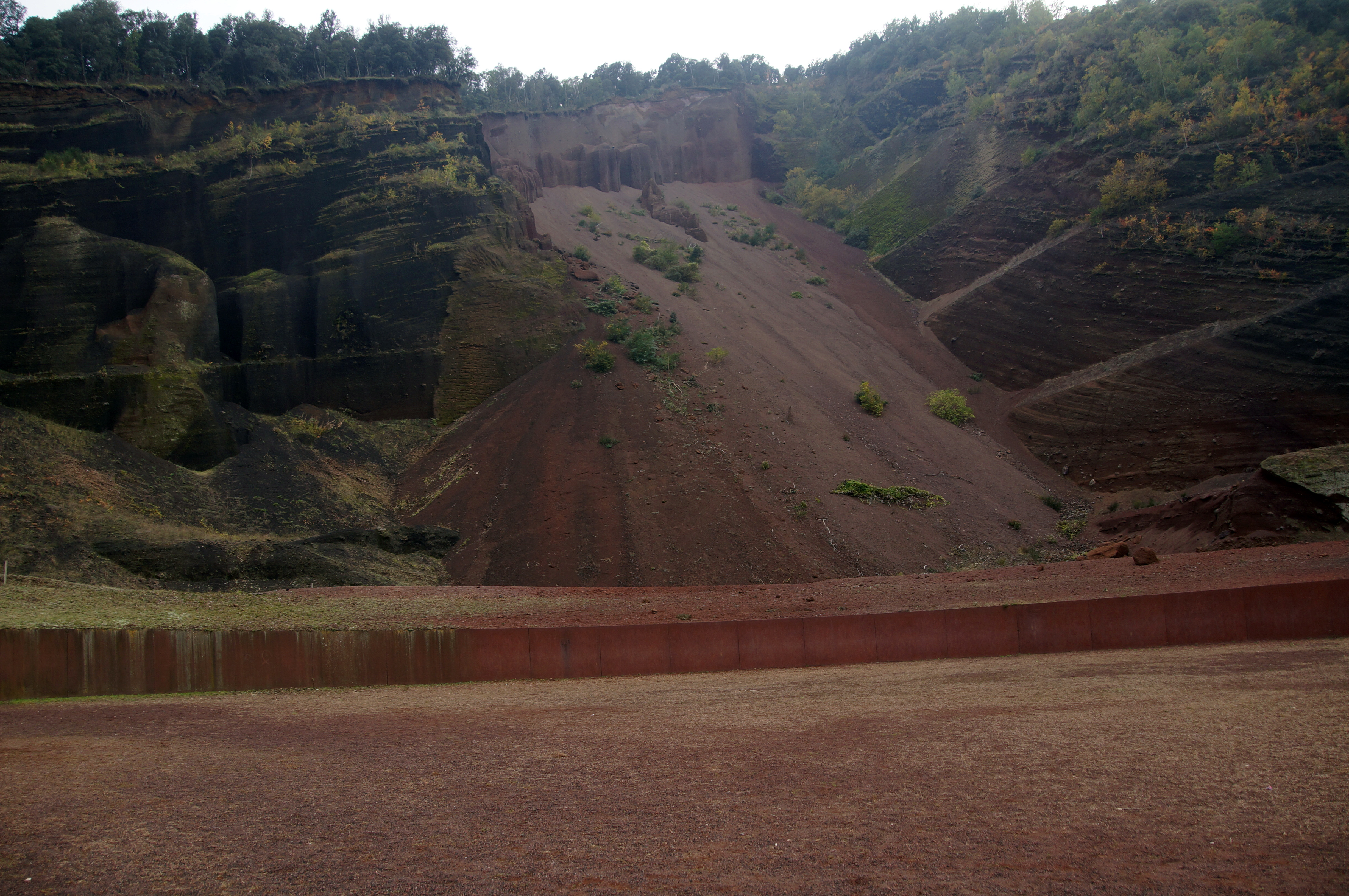
Gredera del volcà del Croscat

Aquesta zona es pot considerar única pels valors geològics, geomorfològics i el conjunt de processos que s'hi observen. No hi ha cap altra zona d'aquestes característiques a Catalunya, ni a la península Ibèrica, a l'estat Espanyol podríem localitzar zones semblants a Canàries i a Europa en zones d'Itàlia, l'Alvèrnia i Eifel.

## La darrera erupció
Per a determinar l'edat de la darrera erupció, es va perforar la capa de gredes del Croscat, a la zona del Pla del Torn, situada a pocs metres al NE del con volcànic. S'hi van fer dos sondeigs que, entre 12 i 15 metres de fondària, van arribar al punt de la base de la capa de greda i la superfície del sòl preexistent abans de l'erupció. El pol·len de les mostres obtingudes de la superfície d'aquest nivell prevolcànic han permès obtenir una visió de la vegetació de la zona en el moment previ a l'erupció del Croscat i s'han pogut fer diverses anàlisis de Carboni 14 del material orgànic que contenen. El resultats han mostrat que la data de la part superior d'aquest sòl estaria entre fa 13.270-13.040 anys, i que just després d'aquest moment hauria tingut lloc l'erupció del volcà del Croscat.

## La gredera
La gredera de can Passavent, que va ser una explotació d'extracció activa des dels anys 60 fins a la primeria dels anys 90, constitueix un aflorament de materials piroclàstics que abasta 150 metres d'alçada per 500 metres d'amplada, aproximadament. A la banda esquerra s'hi observa un esglaonament, producte del procés d'extracció que dona una millor estabilització dels materials. Al costat oposat i a la part centrat les esllavissades hi són més freqüents. Es fàcil reconèixer els diferents nivells centimètrics d'escòries, formats per fragments juvenils irregulars molt vesiculats i, majoritàriament, de mida lapil·li. La inclinació d'aquests nivells augmenta cap a la part externa del con. A la base de la seqüència es concentren intercalacions de capes on les bombes hi són més abundants. El color dominant dels materials és el gris-negre, però al sector més proper al centre de l'edifici volcànic tenen coloracions rogenques i ocres. Seguint el recorregut per la gredera, a la zona més baixa, es troba un nivell d'escòries soldades de color roig. La primera fase de l'erupció del Croscat, una incipient activitat explosiva de caràcter estrombolià, va acumular molt a prop del centre emissor el dipòsit d'escòries soldades. Aquestes s'observen a la base de la seqüència de materials. Seguidament, l'activitat estromboliana es tornà més explosiva i va construir el con d'escòries. La progressiva verticalització de les pendents del con durant la construcció propiciaren capes amb un major cabussament. Esporàdicament, la menor intensitat en la sortida dels gasos va provocar l'expulsió de bombes. Finalment va tenir lloc l'emissió de la colada de lava que es va escolar en el sentit del màxim pendent. Les diferents coloracions dels piroclastos es deuen principalment a l'alteració tèrmica. En els darrers estadis de l'erupció, com a conseqüència de l'emissió de gasos calents, hi ha un procés d'oxidació que es concentra en la zona pròxima a la xemeneia que és la més calenta, i que canvia el color típic gris-negre original dels piroclastos en color rogenc o ocre.
El cim del volcà del Croscat està inclòs al Repte dels 100 cims de la Federació d'Entitats Excursionistes de Catalunya.